# Ujjayi
 (octobre 2024).
Si vous disposez d'ouvrages ou d'articles de référence ou si vous connaissez des sites web de qualité traitant du thème abordé ici, merci de compléter l'article en donnant les références utiles à sa vérifiabilité et en les liant à la section « Notes et références ».
Ujjayi ( sanskrit : उज्जायी  , « victorieux ») est un pranayama (technique de respiration) utilisé dans diverses pratiques de yoga. Dans le contexte du yoga, on l'appelle parfois « le souffle de l'océan ». Contrairement à d'autres formes de pranayama, le souffle ujjayi est généralement associé à la pratique des asanas dans certains styles de yoga.

## Technique
« Ujjayi » (उज्जायी) vient du préfixe sanskrit « ut » (उत्) et de la racine verbale « ji » (जि), qui signifie « conquérir ». Son nom est dérivé de la ville sainte d'Ujjain, l'un des quatre Shakta pithas vénérés dans la littérature tantrique et yogique classique.

## Effets
Selon Tirumalai Krishnamacharya, qui a enseigné aux créateurs de Ashtanga Vinyasa Yoga et Iyengar Yoga, entre autres, Ujjayi Pranayama est une respiration équilibrante et apaisante qui augmente l'oxygénation et crée une chaleur corporelle interne.
Cette technique peut être utilisée en continu tout au long de Ashtanga Vinyasa Yoga et est fréquemment employée dans le Power yoga et le Vinyasa, ou Flow Yoga. Cette forme de respiration permet au pratiquant de maintenir un rythme dans sa pratique et d'absorber suffisamment d'oxygène. Elle aide également à développer l'énergie nécessaire pour maintenir la pratique tout en éliminant simultanément les toxines du corps. Cette technique est particulièrement importante lors de la transition vers et hors des asanas (postures) car elle aide les pratiquants à rester présents, conscients de soi et ancrés dans la pratique, qui est alors dotée d'une qualité méditative.
Le son apaise naturellement l'esprit et attire l'attention sur la respiration, aidant à intérioriser la conscience et à garder la respiration douce et régulière. La pratique de l'ujjayi permet également à l'utilisateur de réguler et de contrôler le flux de respiration et le mouvement du diaphragme. De plus, il aide à nettoyer la gorge et les poumons, en évacuant l'excès de mucosités et de mucus, et renforce les muscles du diaphragme et de la gorge.
La respiration Ujjayi est également connue sous le nom d'Ujjayi Pranayama. Parfois appelée « respiration du cobra », c'est aussi un moyen utile pour le yogi ou la yogini de maintenir sa force vitale (prana) en circulation dans tout le corps, plutôt que de s'en échapper. On dit que l'ujjayi est similaire à la respiration d'un nouveau-né avant que son prana ne commence à s'écouler dans les perceptions sensuelles et l'activité mentale.[Selon qui ?]